# Jodłówka (wieś w województwie małopolskim)
Jodłówka – wieś w Polsce, położona w województwie małopolskim, w powiecie bocheńskim, w gminie Rzezawa.
W latach 1975–1998 miejscowość należała do województwa tarnowskiego.
W roku 2021 w miejscowości mieszkały 1342 osoby, z czego 51% mieszkańców stanowiły kobiety, a 49% mężczyźni.
Integralną częścią miejscowości jest Flakówka.

## Położenie
Jodłówka położona jest we wschodniej części gminy. Od wschodu graniczy z gminą Brzesko i stanowi granicę gminy. W swojej gminie sąsiaduje z miejscowościami:
- Borek – od północnego zachodu
- Dąbrówka – od północy
- Łazy – od południa
- Rzezawa – od zachodu.

Nazwa miejscowości pochodzi od jodeł, które od wieków rosną w tutejszych lasach.

## Nazwy obiektów fizjograficznych
Bagna, Baranka, Chmurzeniec, Dębczak, Kramarki, Lipny potok, Lisie Jamy, Nalepówka, Niwa, Pańska Droga, Plebanka, Podgościniec, Przymiarki, Rodzików, Matułówka, Organistówka, Ogrody, Skotnica, Śtreka.

## Historia
Wieś założona w wyniku akcji kolonizacyjnej Kazimierza Wielkiego na prawie niemieckim. Przypuszcza się, że było to w połowie XIV w. (1350?), ponieważ 10 lutego tego samego roku został wydany akt lokacyjny wsi Borek.
Król po naradzie wydał nowy dokument 26 maja 1350 dotyczący lokalizacji nowego kościoła w Rzezawie, oraz jego uposażenia z nowo lokowanej wsi Jodłówka. Jodłówka wraz z nowo lokowaną wsią Borek, Rzezawa, oraz wcześniej istniejącą wsią Krzeczów i połową Ostrowa, miały stanowić nową parafię. Taki stan zasięgu parafii Rzezawa utrzymał się do połowy wieku XX. Wszystkie te wsie znajdowały się wśród lasów królewskich, tym samym wszystkie weszły w skład klucza wsi królewskich o nazwie Starostwo krzeczowskie.
Sąsiednia Rzezawa weszła pod panowanie Austrii już podczas I rozbioru. 23 sierpnia 1775 wrogie wojska zajęły dobra krzeczowskie, do których należała również Rzezawa. Była ona wtedy w posesji Ignacego Dydyńskiego.
Po zajęciu dóbr krzeczowskich sprzedano je w dwóch sekcjach. Jodłówkę, razem z Krzeczowem i Rzezawą 30 lipca 1840 kupił podczas licytacji Henryk Bondi. Cena wywoławcza wynosiła 100 201 złr, nabywca zapłacił 110 500 złr (guldenów lub florenów).
Od 22 września 1914 zamieniono szkołę w Jodłówce na kwatery dla wojska austriackiego. Naukę wznowiono 1 listopada, by ponownie ją przerwać 10 listopada, a budynek ponownie zajęło wojsko, początkowo austriackie, od 22 listopada wojsko rosyjskie, które urządziło w niej szpital. Moskale opuścili szkołę w Jodłówce 1 grudnia 1914 roku. W szpitalu, w budynku szkoły w Jodłówce zmarło dwóch żołnierzy, którzy zostali pochowani początkowo koło budynku szkolnego, a następnie na cmentarzu cholerycznym.

## Osoby związane z Jodłówką
Ks. Wojciech Biernat urodził się 9 lipca 1901 r. 23 czerwca 1936 został proboszczem w Krzyżanowicach, gdzie wybudował dom parafialny, który od 27 listopada 1938 r. stał się siedzibą Katolickiego Uniwersytetu Ludowego.
Aresztowany przez gestapo 23 czerwca 1941 r. za ukrywanie ks. Skarbka z Krakowa. Zginął w Oświęcimiu 17 lub 28 maja 1942 roku.
Józef Bednarek – rodzina Bednarków pochodziła ze Śląska, niemal cała rodzina brała udział w powstaniach śląskich. Józef urodził się 5 lutego 1884 r. w Uropaczewie, studia leśne ukończył w Berlinie. Został zatrudniony przez Goetzów jako leśniczy w lasach jodłowskich. Należał do ZWZ, pomagał udającym się Polakom południe. Kolportował prasę podziemną. Aresztowany w 1941 r. Zmarł w 1942 r. w obozie Gross-Rosen.
Władysław Gałka "Lis" "Wiktor" urodził się 13 października 1914 w Jodłówce. Pracował w Ostrołęce, Horodnym koło Stolina, Buska Zdroju jako nauczyciel. Jako podporucznik w 82 Pułku Strzelców Syberyjskich 30 Dywizji Piechoty w Brześciu nad Bugiem. Zmobilizowany w 1939 r. walczył na froncie w 2 Pułku Piechoty Legionowo. Dostał się do niewoli radzieckiej z której zbiegł. Wrócił do Jodłówki i zaangażował się w pracę konspiracyjną, jako działacz SN, które przyjęło nazwę: Narodowa Organizacja Wojskowa. Wspólnie z Tadeuszem Migasem podjęli zorganizowanie sieci konspiracyjnej w powiecie. Od 1940 został komendantem powiatowym NOW. Aresztowany w lutym 1945, zwolniony w lipcu, podjął pracę w szkole w Rzezawie. Powtórnie aresztowany w maju 1947 r. Zwolniony w r. 1957. Zmarł w Bochni 9 marca 1981 roku.
Franciszek Wojtoń "Gozdawa". Urodził się w Jodłówce. Brał udział w akcji 11 listopada 1943 r. na Urząd Gminy, Urząd Skarbowy i pocztę w Brzesku. 25 października 1944 r. w akcji przeciwko bimbrownikom we wsi Grądy został ranny. Został przewieziony do Okulic, do sióstr zakonnych. Zmarł z upływu krwi i tężca 28 października 1944 r. w wieku 33 lat. W akcji tej zginął również Jan Ryncarz.

## Obiekty historyczne
Pomiędzy Jodłówką a Podjasieniem pozostały trzy małe betonowe bunkry (Einmanbumker) i jeden nieco większy (Bauform, Ringstand 58c) z okresu drugiej wojny (Ł. Jasiński.. "Fortyfikacje okresu II wojny światowej w okolicy Bochni" Tarnowskie Góry 2005).

## Oświata
W Jodłówce działa Publiczna Szkoła Podstawowa im. Witolda Pileckiego oraz publiczne przedszkole. Uczniowie dojeżdżali do gimnazjum w Rzezawie.

### Historia szkoły
Szkoła w Jodłówce rozpoczęła działalność w roku 1852, lecz w 1868 r. posada nauczyciela była nieobsadzona. W 1878 ponownie wznowiła działalność, aż do wybuchu I wojny, kiedy szkołę zamieniono na szpital wojskowy.

## OSPJodłówka
Początek OSP w Jodłówce to rok 1905. Priorytetem był zakup sprzętu, takiego jak ręczna pompa, węże, oraz postawienie drewnianej szopy, jako remizy. W kronice szkoły w Jodłówce znajduje się zdjęcie ze "Śmigusa-dyngusa" na którym osoba przebrana za dziada, napełnia ręczną, drewnianą sikawkę. Takich ręcznych sikawek używano do gaszenia pożarów, strumień wody dosięgał dachów zabudowań.

## Komunikacja
Przez miejscowość przejeżdżają autobusy RPK Bochnia oraz mikrobusy kursujące na trasie Bochnia – Brzesko. Dostęp do kolei jest możliwy z pobliskich przystanków w Jasieniu Brzeskim lub Rzezawie.

## Sport

### GOSiR Novi/Rzezawianka Rzezawa
Ludowy Klub Sportowy Novi Jodłówka powstał w 1967 roku, posiada sekcję piłki nożnej. W 2006 r. połączył się z klubem Rzezawianka Rzezawa i od tej pory występuje pod nazwą Gminny Ośrodek Sportu i Rekreacji Novi/Rzezawianka Rezawa. Obecnie piłkarze grają w A klasie. Tradycyjne barwy to biało-niebiesko-czerwone. Największym osiągnięciem drużyny jest gra w sezonach 2005/2006, 2006/2007, 2007/2008, 2008/2009, 2009/2010 w klasie okręgowej.

### KR Jodłówka
Klub Rodziny Jodłówka — polski klub piłkarski z siedzibą w Jodłówce, utworzony w 2019 roku. Występuje w Keeza Klasa B, grupa: Tarnów I (Bochnia). Drużyna reprezentuje zielono-białe barwy. W debiutanckim sezonie drużyna zajęła 4 miejsce w tabeli ligowej, notując 6 zwycięstw, 1 remis oraz 3 porażki. W rozgrywkach Pucharu Polski zespół już w 1 rundzie przegrał swój mecz, tym samym odpadając z turnieju. W  sezonie 2020/2021 drużyna zajęła 5 miejsce w tabeli ligowej, notując 8 zwycięstw, 1 remis oraz 7 porażek. W rozgrywkach Pucharu Polski zespół ponownie w 1 rundzie przegrał swój mecz, tym samym odpadając z turnieju. W trzecim sezonie działalności drużyna zajęła 6 miejsce w tabeli ligowej, notując 9 zwycięstw, 1 remis oraz 10 porażek. W rozgrywkach Pucharu Polski zespół ponownie w 1 rundzie przegrał swój mecz, tym samym odpadając z turnieju.